# Afek (Mate Ašer)
Afek (hebrejsky אֲפֵק‎, v oficiálním přepisu do angličtiny Afeq) je vesnice typu kibuc v Izraeli, v Severním distriktu, v Oblastní radě Mate Ašer.

## Geografie
Leží v nadmořské výšce 25 metrů v intenzivně zemědělsky využívané Izraelské pobřežní planině, respektive v Zebulunském údolí, nedaleko západních okrajů svahů Dolní Galileji, 6 kilometrů od břehu Středozemního moře v Haifském zálivu.
Obec se nachází na cca 90 kilometrů severoseverovýchodně od centra Tel Avivu a cca 13 kilometrů severovýchodně od centra Haify. Afek obývají Židé, přičemž osídlení v tomto regionu je etnicky smíšené. Pobřežní nížina a aglomerace Haify jsou převážně židovské. Na východ od kibucu začínají kopcovité oblasti Galileji, které obývají ve vyšší míře izraelští Arabové a Drúzové. Zhruba 5 kilometrů východně od kibucu leží pás arabských měst Šfar'am, Tamra a I'billin.
Afek je na dopravní síť napojen pomocí dálnice číslo 79.

## Dějiny
Afek byl založen v roce 1939. Zakladatelská skupina se ale zformovala už v roce 1935, kdy se usadila pod jménem Plugat Chajim (פלוגת הים) poblíž Kirjat Chajim na předměstí Haify. Pracovali tehdy jako dělníci v haifském přístavu. V roce 1939 se přesunuli na pobřeží jižně od města Akko, kde založili opevněnou osadu typu Hradba a věž nazvanou Mišmar ha-Jam (משמר הים, Mořská stráž). Původně se počítalo, že zdrojem obživy nové osady bude rybaření, ale ukázalo se, že písečné duny v okolí Mišmar ha-Jam nejsou vhodné pro rybářská plavidla. Britské úřady navíc neumožnily rozšířit výměru vesnice.
V roce 1948 se proto osadníci z Mišmar ha-Jam stěhovali do třetí lokality, do blízkosti starověkého sídla v lokalitě Tel Afek v úrodném Zebulunském údolí. Po válce za nezávislost, která skončila roku 1949, získali zdejší osadníci další zemědělskou půdu konfiskovanou uprchlým Arabům z okolí. Během války byl kibuc jedním z center židovských jednotek Palmach.
Před rokem 1949 měl Mišmar ha-Jam 267 obyvatel a rozlohu katastrálního území 3 901 dunamů (3,901 kilometrů čtverečních).
Současné jméno kibucu Afek je odvozeno od stejnojmenného města připomínaného zde v Bibli, Kniha Jozue 19,30 Ekonomika kibucu Afek je založena na zemědělství a průmyslu. Poblíž se nachází přírodní rezervace Ejn Afek se zbytky původní močálovité krajiny, která zároveň obsahuje stopy starověkého osídlení (Tel Afek).
V Afek fungují zařízení předškolní péče i základní škola. K dispozici je tu plavecký bazén.

## Demografie
Obyvatelstvo kibucu Afek je sekulární. Podle údajů z roku 2014 tvořili naprostou většinu obyvatel v Afek Židé (včetně statistické kategorie "ostatní", která zahrnuje nearabské obyvatele židovského původu ale bez formální příslušnosti k židovskému náboženství).
Jde o menší sídlo vesnického typu s dlouhodobě stagnující populací. K 31. prosinci 2014 zde žilo 539 lidí. Během roku 2014 populace vzrostla o 3,9 %.
| Rok            | 1948 | 1961 | 1972 | 1983 | 1995 | 2001 | 2003 | 2004 | 2005 | 2006 | 2007 | 2008 | 2009 | 2010 | 2011 | 2012 | 2013 | 2014 |
| -------------- | ---- | ---- | ---- | ---- | ---- | ---- | ---- | ---- | ---- | ---- | ---- | ---- | ---- | ---- | ---- | ---- | ---- | ---- |
| Počet obyvatel | 403  | 451  | 397  | 515  | 471  | 439  | 428  | 429  | 421  | 426  | 427  | 418  | 483  | 500  | 509  | 517  | 519  | 539  |